# Vityaz
Pour les articles homonymes, voir Vitiaz.
Le Vitiaz (russe : Витязь, français : Chevalier) est une ancienne unité des forces spéciales russes (Spetsnaz) sous l'autorité du Ministère des Affaires intérieures. Créée le 5 mai 1991, elle a été dissoute en 2008.

## Description
Le Vitiaz était destiné spécifiquement à des missions d'antiterrorisme. Il conduisait régulièrement des patrouilles antiterroristes en Tchétchénie et le long de la frontière du Caucase.